# Trinkglas

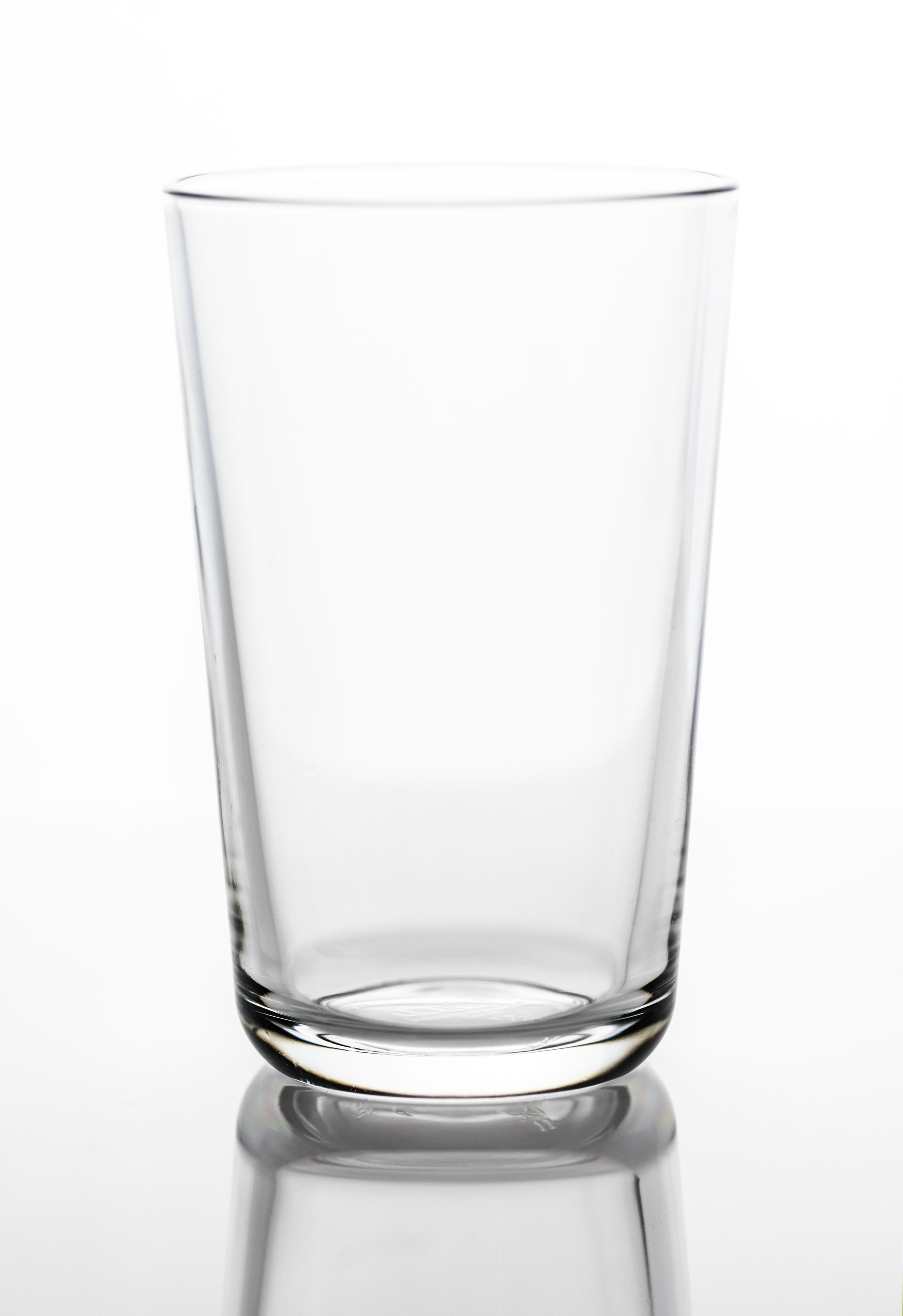
Klassisches Trinkglas

Das Trinkglas ist ein Trinkgefäß aus Glas, in das Getränke eingefüllt werden und aus dem Menschen unmittelbar trinken. Es existiert in sehr verschiedenen Formen und wird im Alltag häufig zum Verzehr von Getränken verwendet.

## Fertigung
Bis auf wenige Ausnahmen, wie beispielsweise hochwertige Wein- und Sektgläser, die mundgeblasen werden, werden Trinkgläser aus industriell gefertigtem Pressglas, also gepresstem Hohlglas, gefertigt.

## Wortverwendung als Zählwort
Im Deutschen ist Glas im Sinn von Trinkglas ein Zählwort, und es heißt „zwei Glas Milch“ statt „zwei Gläser Milch“, wenn es um die Menge geht, nicht die Stücke.

## Ausführungen
Je nach Getränk und Anlass werden verschiedene Glasformen verwendet:

### Bierglas
Das Bierglas ist oft, aber nicht immer, mit dem Markenzeichen einer speziellen Biersorte bedruckt. Dadurch unterscheidet sich das Bierglas von anderen Glastypen. Es ist häufig zylinderförmig, besteht aus vergleichsweise dickem Glas und besitzt oft, vorzugsweise in Bayern, im Gegensatz zu fast allen anderen Gläsern, einen Griff. Der Griff vergrößert einerseits die Anzahl der Gläser, welche die Bedienung gleichzeitig an die Gäste verteilen kann, erleichtert andererseits aber auch das Trinken, da Biergläser relativ große Stoffmengen fassen (eine bayrische Maß entspricht etwa einem Liter), das Glas also sehr groß ist und ohne Griff mit einer Hand nicht zu fassen wäre. Ein besonderer Stil des Bierglases ist das Weizenbierglas. Es ist oben leicht kugelförmig und verjüngt sich nach unten, bevor es in einem breiteren Fuß endet. Das Glas ist an seiner starken Taillierung zu erkennen. Andere Biergläser sind zylindrisch: die sogenannten „Stangen“ (ein schmales für Kölsch, ein breiteres für Düsseldorfer Alt) oder die so genannten „Tulpen“, Gläser mit Stiel ähnlich einem Weinglas.

### Weinglas
Das Weinglas ähnelt in seiner Form bei Rotweingläsern einer abgeschnittenen Kugel (oder bei Weißweingläsern einem angeschnittenen Ellipsoid). Die geschlossene Seite der Dreiviertelkugel zeigt nach unten und sitzt auf einem dünnen Glasstiel, der wiederum am Fuß des Glases ansetzt. Bei diesem Glastyp existieren gravierende Qualitätsunterschiede. Während teilweise günstige und simple Gläser aus relativ schlechtem Glas anzutreffen sind, die in ihrer Qualität nur bei sehr niedrigen Ansprüchen oder seltener Verwendung ausreichen, gibt es auch teure Gläser aus Kristallglas, die durch Schleifarbeiten oder Ansetzungen verziert sein können. Kristallglas hat eine mehr offenporige Glasoberfläche, die das Abdampfen der Moleküle des Weines und das Aufnehmen seines Duftes unterstützt („Nase“ des Weines). Die Gläser sind je nach Wein unterschiedlich, zum Beispiel werden für Rotwein großbauchige Gläser verwendet, damit der Wein „atmen“ kann, d. h. Aromen an die freie Luft abgeben kann. Wertvolle Weine werden von Karaffen in Weingläser gefüllt.

### Sektglas
Eine verbreitete Form ist die Sektflöte, die dem Weinglas ähnelt, jedoch einen geringeren Durchmesser besitzt und dadurch insgesamt schlanker und höher wirkt. Nahe beim tiefsten Punkt innen besitzt es oft einen Moussierpunkt, der das Ausperlen der Kohlensäure fördern soll. Daneben gibt es weitere Glasformen wie die Champagnerschalen.

### Wasserglas
Das Wasserglas wird in der Regel zum Wassertrinken verwendet und findet sich daher durchgängig in der Gastronomie. Es ist oft, aber nicht immer, mit dem Markenzeichen einer speziellen Wassersorte bedruckt. Dadurch unterscheidet sich das Wasserglas von anderen Glastypen. Es ist häufig zylinderförmig, besteht aus vergleichsweise dünnem bis mitteldickem Glas und hat eine Füllmenge von 0,2 l bis 0,3 l (200 bis 300 ml). Festliche Wassergläser haben häufig auch die Form von Weingläsern, wobei die Form des angeschnittenen Ellipsoids zwischen einem Sektkelch und Weißweinglas liegt. Auf dem gedeckten Tisch steht das Wasserglas, wenn mehrere Gläser vorhanden sind, immer ganz rechts.

### Cocktailglas
Das Cocktailglas wird typischerweise für Cocktails verwendet. Hierbei werden je nach Getränk wiederum eine Reihe verschiedener Formen und Typen unterschieden, zum Beispiel das Martiniglas. Das Fassungsvermögen liegt bei Cocktailgläsern in der Regel zwischen 100 und 200 ml.

### Schnapsglas
Ein genormtes Schnapsglas (auch Pinneken, Pinnchen oder, vor allem in Österreich und Bayern, Stamperl genannt) fasst in Deutschland 2 cl (20 ml) oder 4 cl bei „doppelten“. In Österreich ist außerdem noch ein „dreifacher“ mit 6 cl erhältlich. Es ist zylinderförmig mit massivem Boden und dünnen Wänden. In der Regel wird es mit hochprozentigen Alkoholgetränken gefüllt und in bestimmten Situationen in einem Zug geleert (umgangssprachlich: „auf Ex“). In anderen Ländern sind andere Füllmengen üblich, und ein „doppeltes“ enthält auch nicht überall zwingend die doppelte Menge eines einfachen Schnapsglases. So sind für einfache und doppelte Schnapsgläser in Kanada 1,5 fl oz und 2,5 fl oz (45 und 75 ml), in den USA 1,5 fl oz und 3 fl oz (45 und 90 ml), in Irland 35 und 71 ml, in Großbritannien 25 und 50 ml und in Australien 30 und 60 ml üblich.
Eine besondere Form stellen Schnapspfeifen dar. Diese können aus Glas oder auch aus Keramik sein. Der Inhalt wird über den Trinkhals wie mit einem Trinkhalm getrunken, indem er angesaugt wird. Je nach Art der Spirituose kann das Gefäß z. B. auch als Cognacpfeife oder Whiskypfeife bezeichnet werden.

### Weitere Trinkgläser
- Teeglas
- Longdrinkglas
- Likörglas
- Tumbler
- Nosing-Glas
- Fasslbecher
- Kutscherglas
- Trinkglasserie mit rubinroten Füßen

## Bildbeispiele

### Antike bzw. Mittelalter

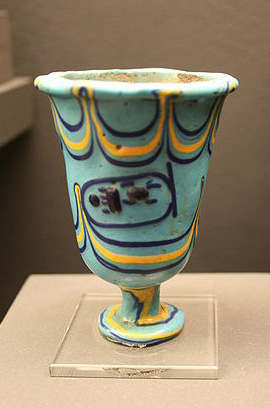
Glaskelch Thutmosis’ III. (um 1450 v. Chr.), ältestes sicher zu datierendes Glasgefäß der Welt, Staatliches Museum Ägyptischer Kunst, München
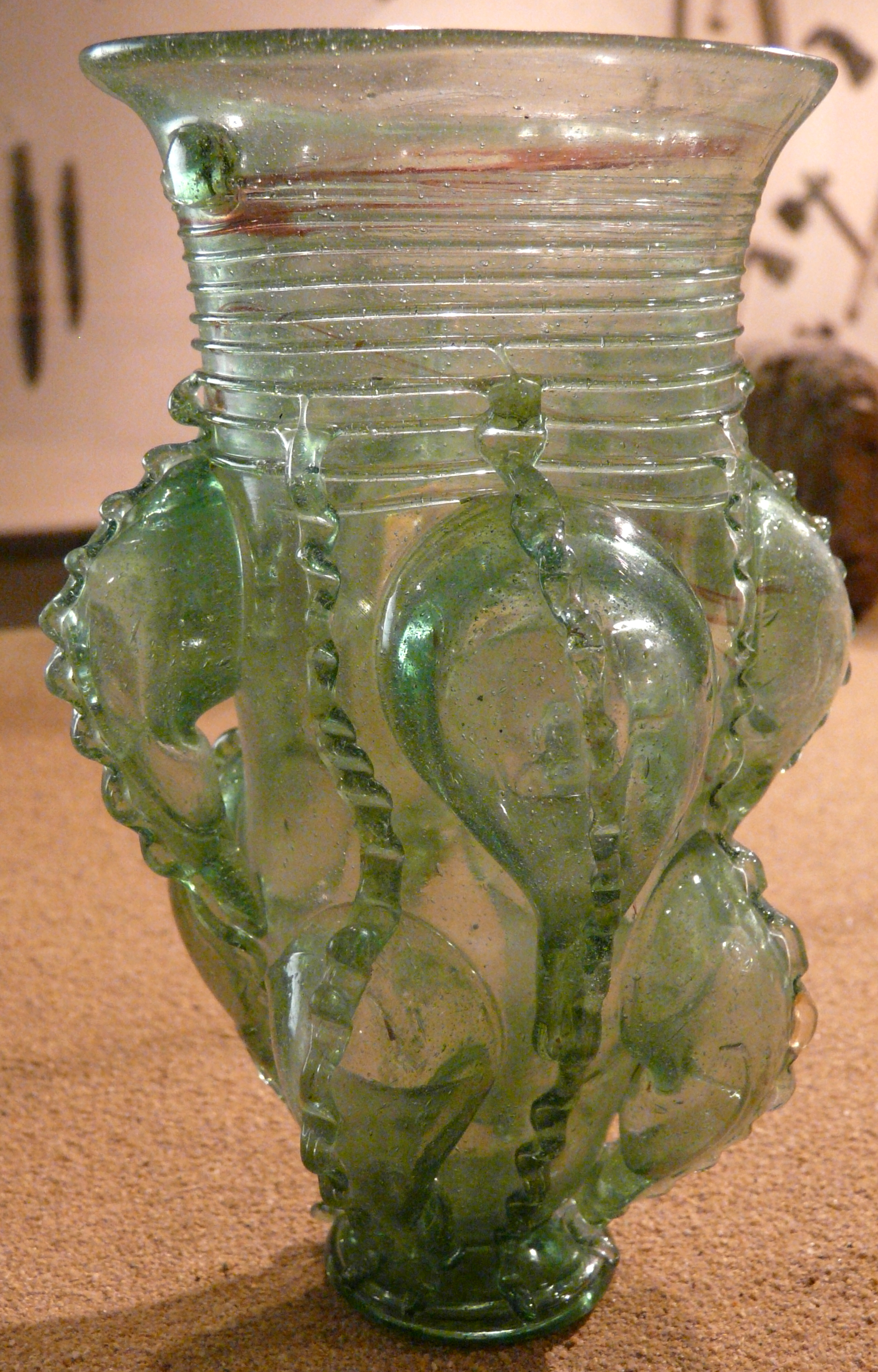
Verzierter Rüsselbecher (etwa 6. Jahrhundert)

### Moderne

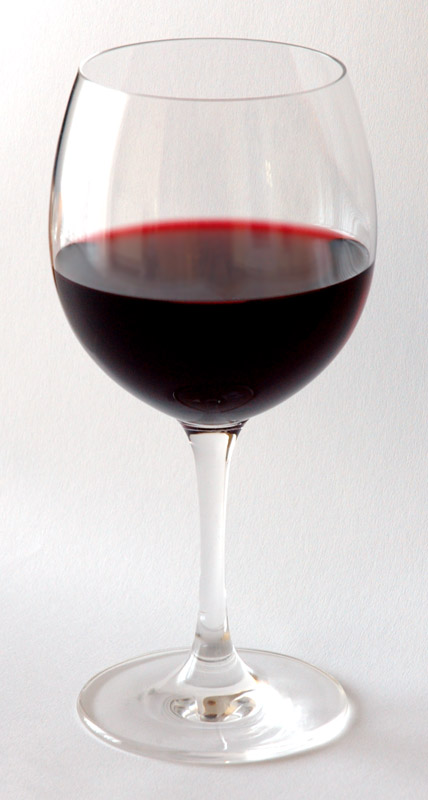
Rotweinglas in Deutschland
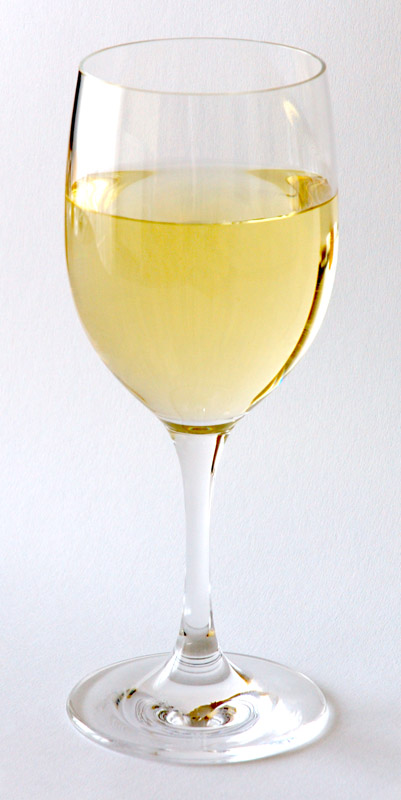
Weißweinglas in Deutschland
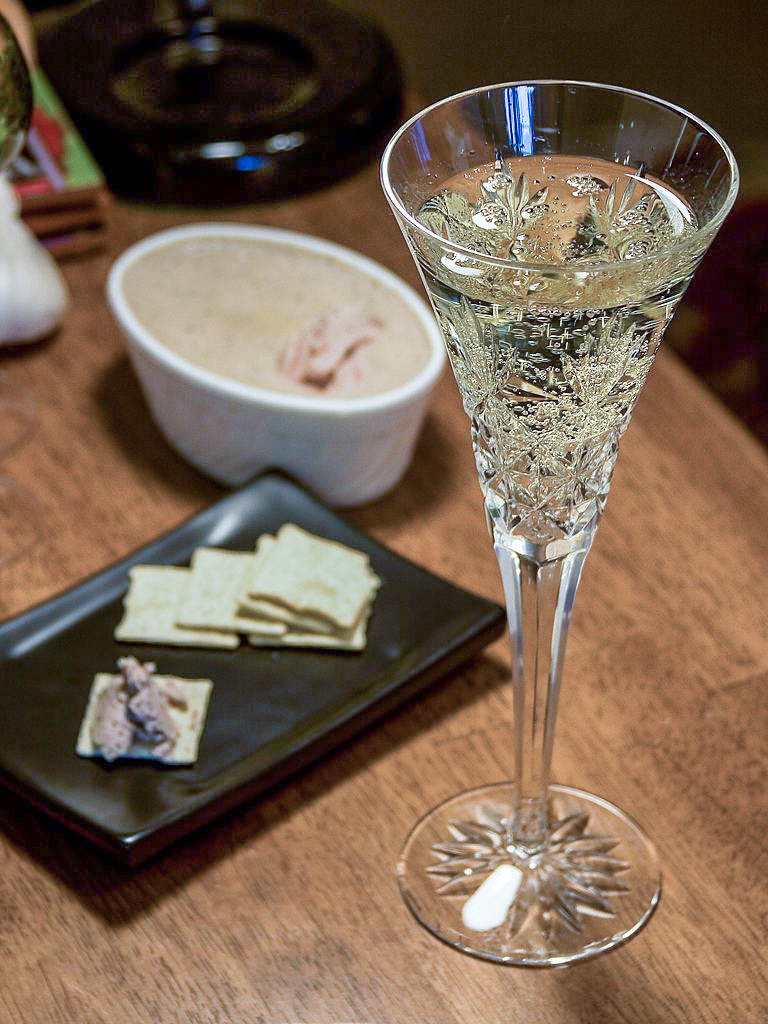
Sektglas
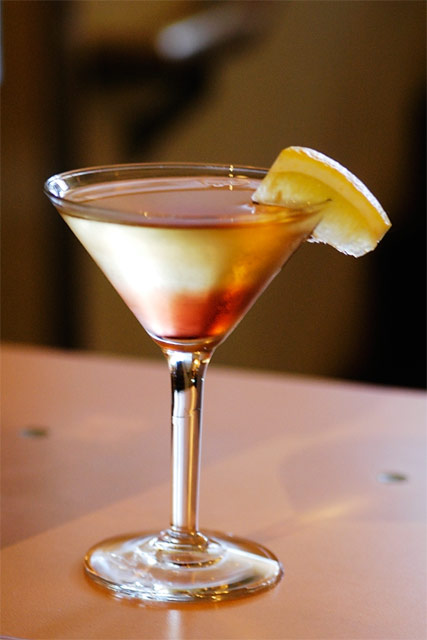
Martiniglas
Schnapsglas
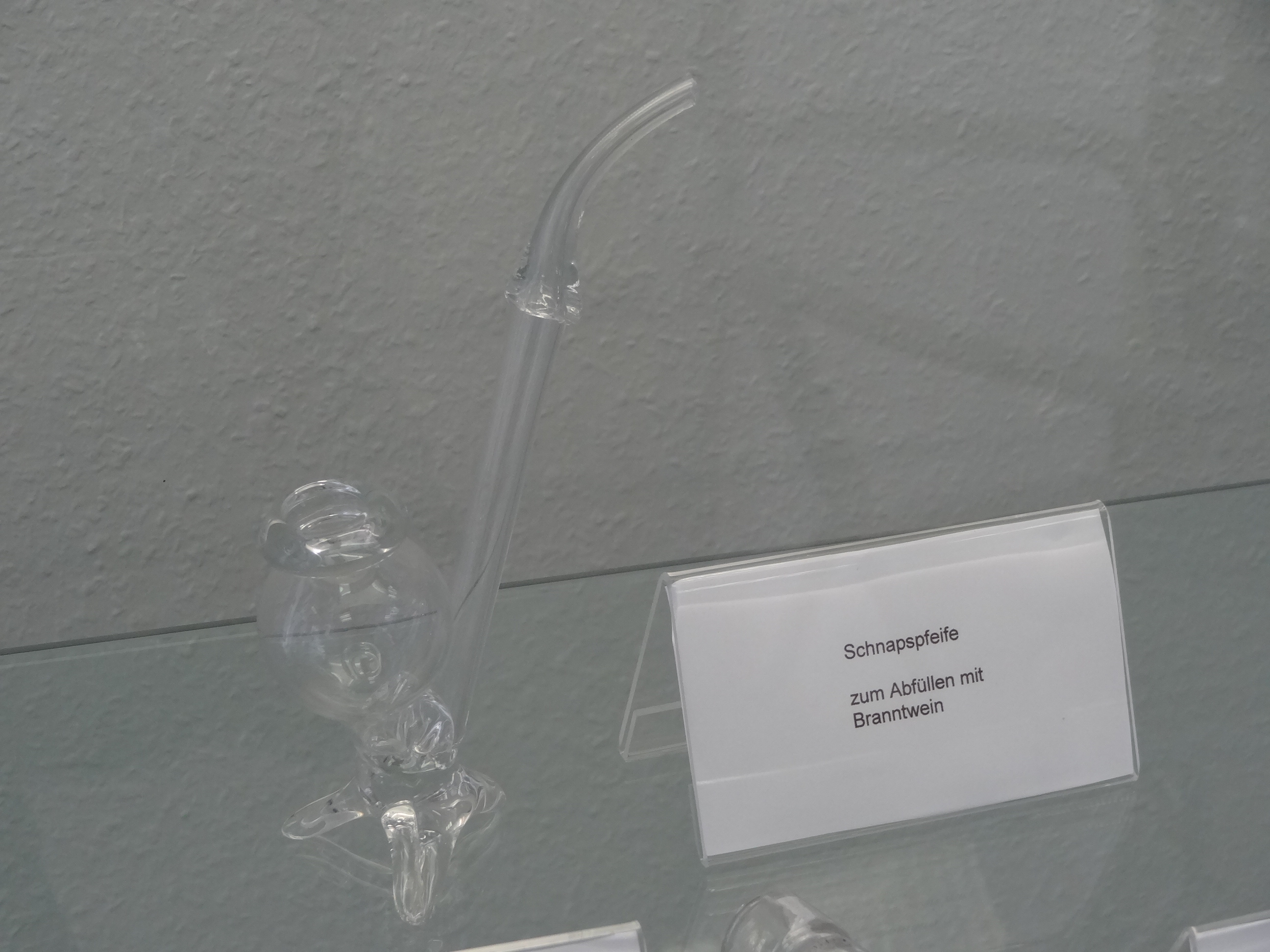
Schnapspfeife

## Recycling
Trinkgläser dürfen wegen des geringen Bleigehalts nicht im Altglas-Container entsorgt werden, sondern gehören in kleinen Mengen in den Restmüll.